# Чешки Крумлов
Чешки Крумлов (чеш. Český Krumlov) су град у Чешкој Републици, у оквиру историјске покрајине Бохемије. Чешки Крумлов је град управне јединице Јужночешки крај, у оквиру којег је седиште засебног округа Чешки Крумлов.
Чешки Крумлов, као један од најочуванијих старих градова у Чешкој Републици, налази се на списку Светске баштине УНЕСКОа. Туризам је главна привредна активност.

## Географија
Чешки Крумлов се налази у крајње јужном делу Чешке републике, близу границе са Аустријом - 20 километара јужно од града. Град је удаљен од 180 км јужно од главног града Прага, а од првог већег града, Чешких Будјејовица, 25 км јужно.
Град Чешки Крумлов је смештен у области крајње јужне Бохемије. Град се образовао у горњем делу тока Влтаве, која овде прави неколико наглих окука. Надморска висина града је близу 500 м. Подручје око града је брдовито и пошумљено, а јужно се издиже погранично планинско подручје Шумава.

## Историја
Подручје Чешког Крумлова било је насељено још у доба праисторије. Насеље под данашњим називом први пут се у писаним документима спомиње у 1230. године. У 1274. године насеље је добило градска права. Град је већ тада био насељен Немцима, али је чешко становништво било бројно у окружењу.
Дворац у Чешком Крумлову су саградили феудални господари пре 1250. у готском стилу. После изумирања првобитне породице господара, 1302. дворац је постао власништво породице Розенберг, који су месту дали ружу као симбол. Цар Рудолф II купио је Крумлов 1602. и дао га свом незаконитом сину Јулијусу од Аустрије. Грофовска породица Шварценберг је преузела Крумлов 1719. Велики део градске архитектуре представљају здања настала од 14. до 17. века у стиловима готике, ренесансе и барока.
Новооснована република Чехословачка је заузела Крумлов новембра 1918. године, по завршетку Првог светског рата, да би 1919. године Чешки Крумлов и званично постао део новоосноване Чехословачке. Ово је веома тешко прихватило месно немачко становништво, које је чинило убедљиву већину у граду (око 85% по попису из 1910. године), па је у граду веома брзо прихваћен нацистички покрет. 1938. године Чешки Крумлов, као насеље са немачком већином, је оцепљено од Чехословачке и припојено Трећем рајху у склопу Судетских области.
После Другог светског рата месни Немци су се присилно иселили из града у матицу. У време комунизма град је нагло индустријализован. После осамостаљења Чешке дошло је до опадања активности тешке индустрије и до проблема са преструктурирањем привреде.

## Становништво
Чешки Крумлов данас има око 14.000 становника и последњих година број становника у граду лагано расте. Поред Чеха у граду живе и Словаци и Роми.

## Партнерски градови
- Словењ Градец
- Llanwrtyd Wells
- Сан Ђимињано
- Мајами Бич

## Галерија
- Град зими
- Замак у Крумлову
- Римокатоличка црква
- Широка улица